# Таміка лучна
Та́міка лучна (Cisticola tinniens) — вид горобцеподібних птахів родини тамікових (Cisticolidae). Мешкає на півдні Центральної Африки і в Південній Африці.

## Опис
Довжина птаха становить 12-15 см. Верхня частина тіла коричнева; під час сезону розмноження сіра, поцяткована чорними смужками. Крила і тім'я рудуваті. Над очима світло-охристі "брови", обличчя і нижня частина тіла світло-охристі. Дзьоб темно-коричневий, короткий і прямий, рожевуватий біля основи. Лапи рожевуваті-коричневі, очі світло-карі. У молодих птахів нижня частина тіла має жовтуватий відтінок.

## Підвиди
Виділяють шість підвидів:
- C. t. dyleffi Prigogine, 1952 — схід ДР Конго;
- C. t. oreophilus Van Someren, 1922 — західна і центральна Кенія;
- C. t. shiwae White, CMN, 1947 — південний схід ДР Конго, південно-західна Танзанія і східна Замбія;
- C. t. perpullus Hartert, E, 1920 — Ангола, південь ДР Конго і західна Замбія;
- C. t. tinniens (Lichtenstein, MHK, 1842) — Зімбабве, західний Мозамбік, ПАР;
- C. t. elegans (Hartlaub & Finsch, 1870) — південний захід ПАР.

## Поширення і екологія
Лучні таміки поширені в Анголі, Ботсвані, Замбії, Мозамбіку, Зімбабве, Лесото, Есватіні, Танзанії, Кенії, Демократичній Республіці Конго і Південно-Африканській Республіці. Вони живуть на луках і в очеретяних заростях біля річок на висоті від 1100 до 3600 м над рівнем моря.

## Поведінка
Лучні таміки живуть поодинці, парами або невеликими сімейними зграйками. Харчуються комахами, яких ловлять в траві. Гніздо кулеподібне з бічним входом, споруджується іх сухої трави, павутиння і пуху, розміщується в густій траві або підвішується над водою. Лучні таміки гніздяться з серпня по жовтень.

## Галерея

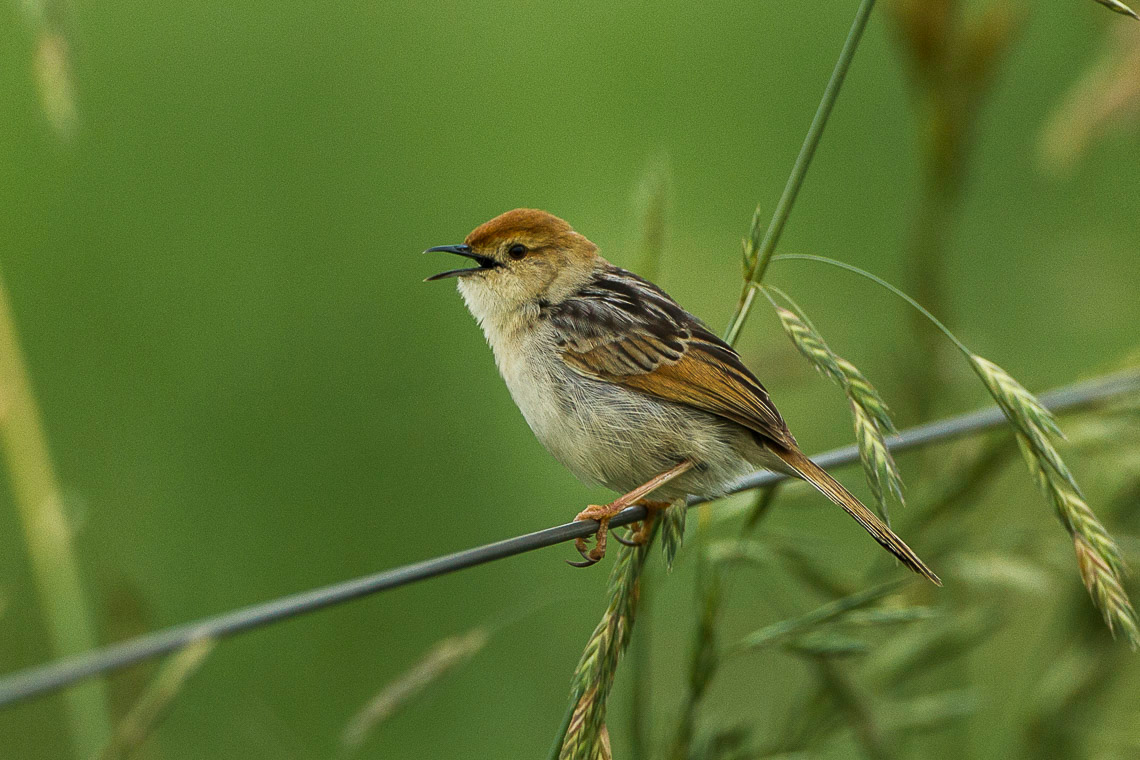
Лучна таміка (ПАР)
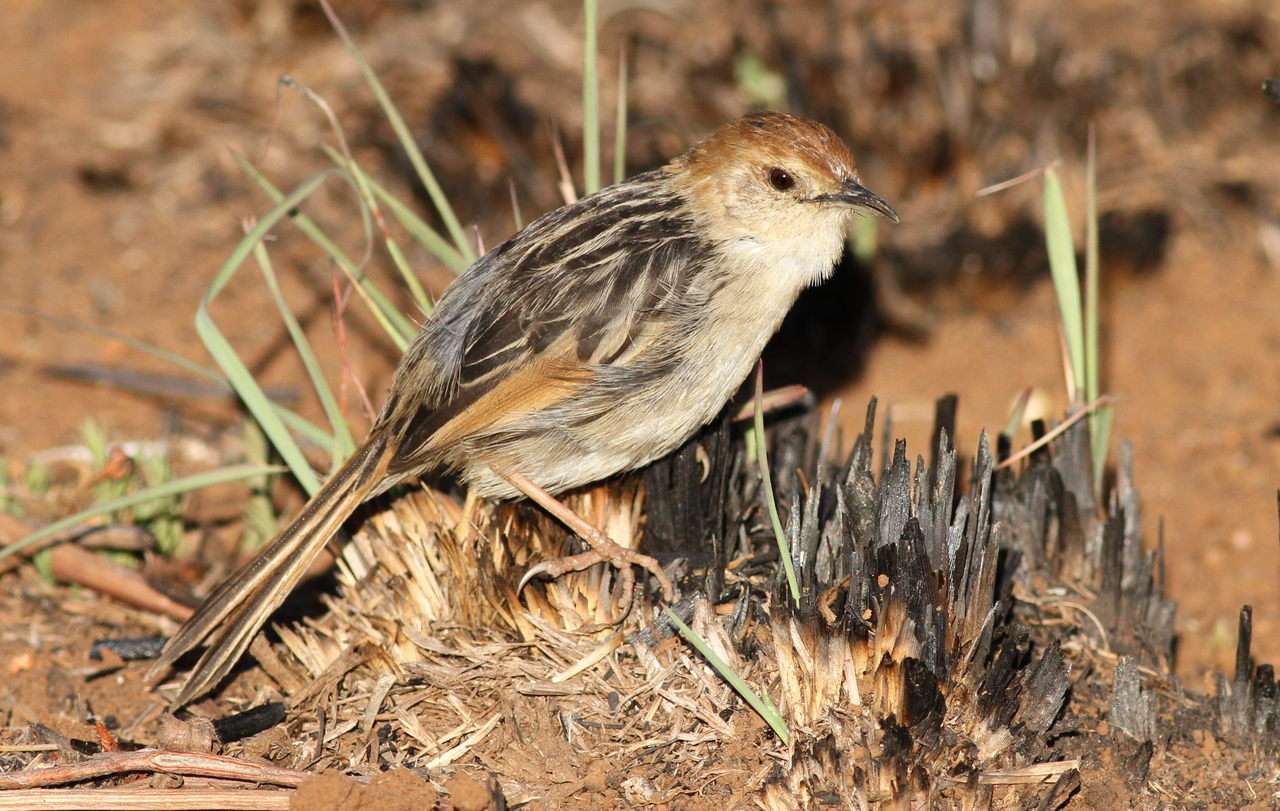
Лучна таміка (ПАР)
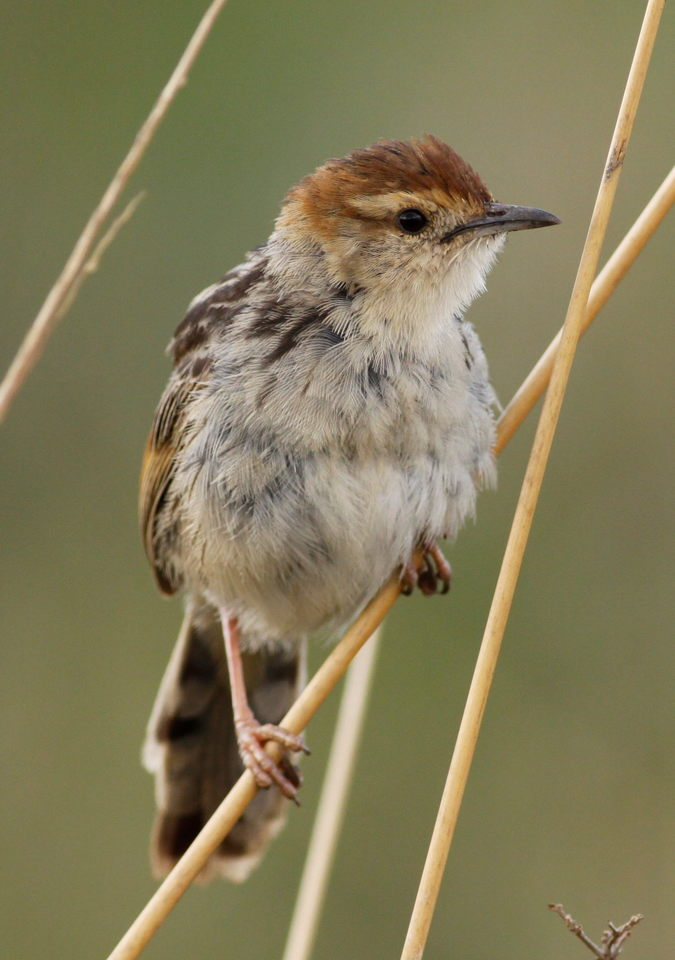
Лучна таміка (ПАР)